# Die Meute (Fernsehserie)
Die Meute (Originaltitel: La jauría) ist eine von den Brüdern Juan de Dios Larraín und Pablo Larraín produzierte chilenische Drama-Fernsehserie, die vom Kampf gegen eine frauenfeindliche Organisation handelt. Sie begann 2020 und umfasst Stand Mai 2023 zwei 8-teilige Staffeln, eine weitere Staffel wurde angekündigt.

## Handlung
Siehe auch: Episodenliste

### Staffel 1
Eine Gruppe Schülerinnen aus Santiago de Chile besetzt das Gebäude einer katholischen Privatschule, um auf das missbräuchliche Verhalten eines Lehrers aufmerksam zu machen. Dann verschwindet Blanca, eine der Wortführerinnen der Gruppe. Die Kommissarinnen Olivia Fernández, Carla Farías und Elisa Murillo, die die anschließenden Ermittlungen zur Suche nach Blanca leiten, stoßen dabei auf das Online-Spiel „Spiel der Wölfe“, das darauf abzielt, dass die Mitspieler Frauen psychisch wie physisch missbrauchen.

## Figuren
- Olivia Fernández, eine ermittelnde Kommissarin
- Carla Farías, eine ermittelnde Kommissarin
- Elisa Murillo, eine ermittelnde Kommissarin
- Javier Sandoval, IT-Experte bei der Polizei
- Ricardo Jorquera, Polizeipräfekt
- Blanca Ibarra, die gesuchte Schülerin und Wortführerin der Protestaktion
- Celeste Ibarra, Blancas Schwester
- María Rivera, Mutter von Blanca und Celeste
- Bruno Ibarra, Vater von Blanca und Celeste und Lehrer am Colegio Santa Inés
- Sofía Radič und Camila, Mitschülerinnen Blancas
- Manuel Montero, Schulpsychologe
- Padre Emilio Belmar, Katholischer Priester, Leiter des Colegio Santa Inés und zugleich Trainer von dessen Rugbyteam
- Gonzalo, Sohn von Olivia Fernández
- Augusto Iturra, Benjamín Lira, Eduardo Valenzuela, Schüler des Colegio Santa Inés und Mitglieder der von Padre Belmar trainierten Rugby-Schulmannschaft
- Alejandro Petersen, Psychoanalytiker, Freund Elisa Murillos und Ex-Vigilant
- Mario Ossandón, Schauspiellehrer am Colegio Santa Inés und Anlass von Schulstreiks, um ihn wegen sexueller Übergriffe von der Schule zu entfernen
- Franciska Izquierdo, Mutter von Augusto Iturra
- General i. R. Claudio Valenzuela, Vater von Eduardo Valenzuela
- „Z“, Hackerin

## Besetzung
| Rolle               | Darsteller          | Synchronsprecher     |
| ------------------- | ------------------- | -------------------- |
| Olivia Fernández    | Antonia Zegers      | Katrin Zimmermann    |
| Carla Farías        | María Gracia Omegna | Sonja Spuhl          |
| Elisa Murillo       | Daniela Vega        | Martina Treger       |
| Javier Sandoval     | Jorge Arecheta      | Tim Knauer           |
| Ricardo Jorquera    | Alejandro Goic      | Stefan Gossler       |
| Manuel Montero      | Alberto Guerra      | Torben Liebrecht     |
| Blanca Ibarra       | Antonia Giesen      | Giovanna Winterfeldt |
| Celeste Ibarra      | Paula Luchsinger    | Lea Kalbhenn         |
| María Rivera        | Amparo Noguera      | Marion Musiol        |
| Bruno Ibarra        | Daniel Muñoz        | Peter Flechtner      |
| Sofía Radič         | Mariana di Girolamo | Josephine Martz      |
| Emilio Belmar       | Francisco Reyes     | Lutz Riedel          |
| Alejandro Petersen  | Alfredo Castro      | Hans Bayer           |
| Gonzalo Fernández   | Clemente Rodríguez  | Till Flechtner       |
| Franciska Izquierdo | Claudia Di Girolamo | Melanie Pukaß        |
| Augusto Iturra      | Giordano Rossi      | Philip Süß           |
| Eduardo Valenzuela  | Raimundo Alcalde    | Ben Hadad            |
| Claudio Valenzuela  | Luis Gnecco         | Hans Hohlbein        |
| Benjamín Lira       | Lux Pascal          | Nicolas Rathod       |
| Mario Ossandón      | Marcelo Alonso      | Sven Gerhard         |
| „Z“                 | Anita Tijoux        |                      |

## Episodenliste

### Staffel 1
Die Staffel wurde am 10. Juli 2020 in Chile und anderen lateinamerikanischen Ländern auf Amazon Prime Video erstveröffentlicht.
(Handlungszusammenfassungen unter Verwendung der Inhaltsangaben von arte)
| Nr. (gesamt) | Nr. (Staffel) | Spanischer Originaltitel          | Deutschsprachige Erstveröffentlichung (Arte-Mediathek) | Deutschsprachige Erstausstrahlung (Arte) |
| --- | ------------- | --------------------------------- | ------------------------------------------------------ | ---------------------------------------- |
| 1 | 1             | Respira profundo                  | 17. Juni 2021                                          | 24. Juni 2021                            |
| Medienwirksam protestieren die Gymnasiastinnen des katholischen Colegio Santa Inés in der chilenischen Hauptstadt Santiago gegen sexualisierte Gewalt gegen Frauen und blockieren den Zugang zum Schulgebäude. Angeführt werden sie von der unerschrockenen, aber nicht unumstrittenen Blanca Ibarra. Die Mädchen beschuldigen den Schauspiellehrer Mario Ossandón, seine Machtposition für sexuelle Übergriffe missbraucht zu haben. Doch obwohl sie sehr zahlreich und sehr laut sind, reagiert die Schulleitung unter Pater Belmar nicht. Schließlich gebe es keine Beweise und damit keinen Grund, den Ruf des Lehrers zu schädigen. Auch einige tonangebende Jungs aus der Rugbymannschaft, die von Pater Belmar trainiert wird, sind gegen die Schulbesetzung der Mädchen, deren feministische Forderungen frontal mit ihrem Machogehabe kollidieren. Einzig der Schulpsychologe Manuel Montero setzt sich dafür ein, ihnen zuzuhören und Glauben zu schenken. Als die Polizei in einer alten Fabrikhalle auf Spuren einer Gruppenvergewaltigung stößt, stellt die ermittelnde Kommissarin Olivia Fernández schnell eine Verbindung zu den Schulprotesten her. Mit ihrer Kollegin Carla Farías findet sie heraus, dass Blanca Ibarra seit dem Vorabend verschwunden ist. Wenig später wird eine entkleidete und verstümmelte Leiche gefunden. DNA-Tests zeigen, dass es sich nicht um Bianca handelt. In der Zwischenzeit beginnt Celeste, Blancas jüngere Schwester, auf eigene Faust zu ermitteln. Sie recherchiert nach dem Symbol, das Blanca seit kurzem als Tattoo im Nacken trug. Im Netz wird sie schnell fündig – es ist das Logo eines geheimnisvollen Spiels, genannt „Spiel des Wolfes“. |               |                                   |                                                        |                                          |
| 2 | 2             | Los vamos a cazar                 | 17. Juni 2021                                          | 24. Juni 2021                            |
| Blanca Ibarra wird nach wie vor vermisst. Ein Video ihrer Vergewaltigung durch mehrere maskierte Männer wird ins Netz gestellt. Die Polizei steht unter hohem Druck. Auch wenn die ermittelnden Kommissarinnen Olivia Fernández von der Kriminalpolizei und Elisa Murillo von der Mordkommission wenig zueinander passen, müssen sie zusammenarbeiten, um Blanca zu finden, bevor es zu spät ist. Derweil stellt sich heraus, dass Gonzalo, der halbwüchsige Sohn von Kommissarin Gonzalo, in der Schule gemobbt wird. Während in Santiago Massendemonstrationen gegen Gewalt an Frauen stattfinden, taucht Blancas Schwester Celeste immer tiefer in das „Spiel des Wolfes“ ein. Sie ist sich sicher, dass sich dort eine Spur zu Blanca verbirgt. Die – männlichen – Spieler müssen, online angeleitet von einem mysteriösen „Wolf“, Mutproben bestehen, in denen sie ihre Dominanz beweisen und ihre weibliche „Beute“ mit einem Wolfstattoo markieren. Unter einem Pseudonym macht Celeste mit und soll ihre „Meute“ kennenlernen. Als sie per Internet zu einem öffentlichen Platz geleitet wird und die drei jungen Männer ihrer „Meute“ sieht, flieht sie, nimmt Kontakt mit Kommissarin Fernández auf und erzählt ihr von ihrem Vorhaben. Als die Polizei die Webseite des „Wolfs“ hacken will, wird ihr Computersystem attackiert und bricht zusammen. In der Schule Santa Inés trainiert Pater Belmars Rugby-Team trotz der Besetzung und der Proteste weiter. Nur Benjamín Lira, der kurz vor Blancas Verschwinden eine Beziehung mit ihr begonnen hatte, fehlt. Seit einigen Tagen hat er sich komplett zurückgezogen. Er ist verstört und will weder mit seinen Eltern noch mit seinen Kumpels Eduardo Valenzuela und Augusto Iturra sprechen. Mittlerweile identifiziert die Polizei Benjamín und seine Rugby-Freunde Augusto, Eduardo und Victor als Täter auf dem Vergewaltigungsvideo, nimmt die ersten drei fest (Victor ist schon zuvor von seinen Eltern im Privatjet in die USA gebracht worden) und verhört sie. Benjamín gesteht, dass Blanca seine Freundin ist. Er habe sie zu einem Treffen mit seinen Freunden mitgenommen, sie haben Alkohol getrunken und am Ende haben alle, er eingeschlossen, Blanca vergewaltigt. Benjamín behauptet, sie hätten Blanca dann in der Nähe der Schule abgesetzt. Doch dort bzw. zuhause ist sie nicht aufgetaucht. Benjamín ist unter dem Einfluss seines Anwalts nicht bereit, gegen seine Freunde auszusagen. Gonzalo stößt unterdessen auf die Webseite des „Wolfs“ und meldet sich zu dessen Spiel an. In einer kurzen Szene wird gezeigt, wie Manuel Montero, Schulpsychologe, von maskierten jungen Männern unter „Verräter“rufen zusammengeschlagen wird. |               |                                   |                                                        |                                          |
| 3 | 3             | Gente con dinero, gente con poder | 17. Juni 2021                                          | 24. Juni 2021                            |
| Celeste erhält einen anonymen Anruf, in dem jemand mit verfremdeter Stimme behauptet, Blanca sei gar nicht ihre Schwester. Augusto und Eduardo geben sich beim Verhör dreist. Augusto erklärt, der Sex mit Blanca sei einvernehmlich gewesen und Blanca habe die Videoaufzeichnung gewollt. Eduardo hat Verletzungsspuren, die nicht vom Rugby stammen. Eduardos Vater, ein Ex-General der Armee, beschimpft die Kommissarin. Angesichts der Macht der Familien und ohne stichhaltige Beweise sind den Ermittlerinnen die Hände gebunden, sie müssen die drei Verdächtigen wieder freilassen. Kommissarin Fernández hat aber ihren Kollegen, den IT-Spezialisten Javier Sandoval, illegalerweise die Handydaten der drei Jugendlichen sichern lassen, welche die Ermittler später auswerten. Sie können rekonstruieren, dass Victor als erster auf das Spiel des „Wolfes“ gestoßen ist und dann mit seinen Freunden ein Rudel gebildet hat. Blanca ist als Opfer ausgewählt worden und Benjamín hat die Aufgabe erhalten, sie zu verführen, zu markieren und der Meute zu überlassen. Als Benjamín, der sich in Blanca verliebt hat, hat aussteigen wollen, sind er und die anderen Mitglieder seiner Meute vom „Wolf“ bedroht worden. Sie haben Bianca chemisch betäubt und vergewaltigt. Eine frühere Schülerin des Lehrers Mario Ossandón berichtet Kommissarin Fernández, dass sie von ihm schwanger gewesen sei und ein totes Kind zur Welt gebracht habe. Ossandón teilt der Mutter Blancas, María Rivera, mit, dass diese vor ihrem Verschwinden bei ihm gewesen sei und ihn um Hilfe gebeten habe. Ihr Mann Bruno, auch Lehrer am Colegio Santa Inés, könne ihr sagen, was mit Blanca geschehen sei. Mittlerweile gesteht Bruno Ibarra Kommissarin Fernández, dass Blanca nicht seine Tochter ist. Von Benjamín erfährt Kommissarin Fernández, dass seine Gruppe Blanca am Vergewaltigungsort zurückgelassen habe, das sei die letzte Aufgabe gewesen. Gonzalo trifft derweil seine Meute, eines der Mitglieder ist ein Mitschüler. Sie sollen ihrer Beute eine Haarsträhne abschneiden. Bruno gesteht seiner Frau, dass Blanca nicht ihre Tochter ist. Ihr eigenes Baby ist tot geboren worden. Während sie im OP notbehandelt worden sei, habe Pater Belmar ihm im Krankenhaus ein neugeborenes Baby übergeben. Wer dessen Mutter gewesen sei, wisse er nicht. Man sieht, wie Pater Belmar Dokumente über Kinder verbrennt. Celeste nimmt wieder mit dem „Wolf“ Kontakt auf und überwindet sein Misstrauen, indem sie behauptet, das Handy, das er ihr habe geben lassen, sei gestohlen worden. Sie wird zu einer alten Fabrik geleitet. Dort findet sie einen Computer mit einem Video der gefangenen Blanca vor. Der „Wolf“ schreibt, sie, Celeste, werde als erste Frau in das Spiel aufgenommen. Mario Ossandón fährt zur Schule und nimmt Sofía Radič, die er mit einer Pistole in der Hand einschüchtert, aus der Gruppe ihrer Mitschülerinnen mit. Im Auto ist auch die früher von ihm geschwängerte Frau. Er schreit die Frauen an und wirft ihnen voller Selbstmitleid vor, sie hätten sein Leben zerstört. Dann erschießt er sich vor ihren Augen. |               |                                   |                                                        |                                          |
| 4 | 4             | Dejen mi marca                    | 17. Juni 2021                                          | 1. Juli 2021                             |
| Gonzalos Opfer ist eine Mitschülerin, die ihn bei den Mobbingattacken seiner Mitschüler geschützt hat. Er schneidet ihr eine Haarsträhne ab. Er und seine Meute sollen sich nun jeweils eine weitere Frau aussuchen (die schwächste, die sie finden können) und sie markieren (ein Tattoo mit dem symbolisierten Wolfskopf auf den Nacken kleben). Gonzalo markiert Dani, die sechsjährige Tochter Carla Farías. Celeste möchte das Passwort des Computers knacken lassen, den sie in der Fabrik gefunden hat. Der Hacker Tanaka verweist sie an das Hackergenie „Z“. Ehe sich diese meldet, verlangt der „Wolf“, dass Celeste ihre Schwester in den Dreck ziehen müsse, damit sie am Leben bleibt. Sie übermittelt aufreizende Bilder von Blanca an den „Wolf“. Dieser verbreitet diese in der Presse und verunglimpft Blanca. Celeste hat inzwischen von ihren Eltern erfahren, dass Blanca nicht ihre leibliche Schwester ist. Bruno gesteht Kommissarin Fernández, dass er Blanca von Padre Belmar erhalten habe und dass dieser zehn Jahre lang Babys verkauft habe und er sein Komplize gewesen sei. Minderjährige Schwangere seien zu Padre Belmar in die Kirche gekommen und er habe ihre Entbindung in der Klinik organisiert. Den Müttern sei gesagt worden, ihre Babys seien totgeboren, die Babys seien aber an Familien gegeben worden, die keine Kinder haben bekommen können. Die Polizei findet bei Nachforschungen in der Klinik noch einige Unterlagen, obwohl es offiziell heißt, diese seien verloren gegangen. An der Schule demonstrieren viele Schülerinnen heftig gegen die mutmaßlichen Vergewaltiger, aber die Schulleitung schützt sie. Kommissarin Fernández konfrontiert Padre Belmar mit der Aussage Bruno Ibarras, aber dieser gesteht nicht. Stattdessen bearbeitet er Benjamín, dass er zu seinem Team halten solle. Die Polizei kann einen Anruf des „Wolfs“ zu einem Container zurückverfolgen und findet dort an Wänden Zeichnungen mit Botschaften, die sie als Drohung, seine Meuten einzusetzen, lesen. Kurz darauf wird der Hund Elisa Murillos vergiftet, an einem Fenster prangt das Wolfssymbol. Der frühere Dozent und Liebhaber Elisa Murillos, der Psychoanalytiker und Ex-Vigilant Petersen, den sie kontaktiert und um Rat gefragt hat, hat die Nachricht, dass Blanca nicht Tochter Brunos ist, veröffentlicht. Dieser erfährt dadurch Telefonterror. Seine Frau gesteht ihm, dass sie sofort gewusst habe, dass Blanca nicht ihr Baby sei; sie habe gespürt, dass ihr Kind gestorben sei. Die beiden gehen an die Presse und Bruno berichtet von den Machenschaften Padre Belmars und seiner eigenen Komplizenschaft. Padre Belmar wird an der Schule von der Presse belagert, Kommissarin Fernández hat inzwischen einen Haftbefehl gegen ihn erwirkt und nimmt ihn fest. |               |                                   |                                                        |                                          |
| 5 | 5             | Lobos contra leonas               | 17. Juni 2021                                          | 1. Juli 2021                             |
| In einem Vorspann sieht man die junge Polizistin Elisa Murillo vor Gericht eine Aussage über Petersen machen, der in Selbstjustiz Personen ermordete. „Z“ hat sich inzwischen bei Celeste gemeldet. Sie treffen sich und „Z“ zeigt sich offen. Sie beobachtet das „Spiel des Wolfes“ schon seit längerem. Sie erweist sich als harte Kämpferin: „Das ist kein Kampf Wölfe gegen Schafe, hier kämpfen Wölfe gegen Löwinnen.“ Celeste erhält eine Adresse in der Wohnungsbesetzerszene. Sie bricht mit einer Pistole bewaffnet auf, nachdem sie ihren Eltern eine Nachricht hinterlassen hat. Beim Verhör zeigt Padre Belmar keine Reue. Die minderjährigen Mütter seien nicht fähig gewesen, über ihre Zukunft ihrer Kinder zu entscheiden; er habe in Übereinstimmung mit ihren Familien gehandelt, als er ihnen die Babys nahm. Auf die bitter vorgebrachte Bemerkung von Kommissarin Fernández, sie könnten sehr wohl Opfer des Gruppensexes seiner Schüler gewesen sein, geht er nicht ein. Für den Mann Carla Farías ist das Maß des Erträglichen überschritten, er bricht mit den Töchtern zu seinen Eltern auf. Die Polizistinnen gehen nun davon aus, dass der „Wolf“ mit ihnen bekannt ist und sie ihn vielleicht auch kennen. Kommissarin Fernández hat eine harte Auseinandersetzung mit ihrem öffentlichkeits- und karrierebewussten Chef, Polizeipräfekt Ricardo Jorquera, der gerade im Erfolg der Überführung Padre Belmars schwelgt, als sie diesem mitteilt, sie glaube nicht, Padre Belmar habe etwas mit dem Verschwinden Blancas zu tun, weshalb sie in Richtung des Spiels des „Wolfes“ stärker ermitteln wolle. Celeste findet die Wohnung, wo Blanca festgehalten und das in Episode 3 aufgetauchte Video von ihr gedreht worden ist, sie ist aber nicht mehr dort. Der geistig verwirrte Bewohner kann ihr die Adresse eines beteiligten Mannes geben. Inzwischen hat Javier (der Kommissarin Fernández bewundert) die Ermordete aus Episode 1 als Paola Suarez aus Punta Arenas identifiziert worden; es findet sich in ihren Chats eine Verbindung zu Augusto. Man sieht eine Filmsequenz, in der zwei ältere Männer auf der Straße eine Gruppe jugendlicher Männer und Frauen ansprechen und sie überreden, zu einer Party mitzukommen; dort werden sie zu Intimitäten verführt. In Episode 6 erfährt man beim Gespräche Elisa Murillos mit Celeste bei einer Autofahrt, dass es sich um ein Erlebnis von Elisa Murillos handelt. Manuel, der inzwischen vorübergehend zum Schulleiter der Santa-Inés-Schule berufen worden ist, ruft Kommissarin Carla Farías an, trifft sich mit ihr und berichtet, Benjamín wolle am nächsten Tag mit ihm sprechen. Sie sagt ihm, sie halte den Druck nicht mehr aus und wolle kündigen. Er meint, genau das wolle der „Wolf“ erreichen und ermuntert sie, nicht aufzugeben. Sie küsst ihn und sie haben Sex. Elisa Murillo trifft derweil Alejandro Petersen, der ihr sagt, eine Bestie müsse wie eine Bestie behandelt werden. Olivia findet bei ihrem Sohn Gonzalo eine Wolfskopfzeichnung und die abgeschnittene Haarsträhne seines Opfers; sie muss erkennen, dass er am Spiel des „Wolfs“ teilnimmt. Sie stellt ihn verzweifelt zur Rede und erfährt, dass er Dani markiert hat. Da klingelt Carla an ihrer Tür und berichtet ihr, sie wolle den Fall abgeben, die sei wie besessen vor Angst. Olivia ruft Gonzalo zu sich und sagt Carla, dass ihr Sohn Dani markiert hat. Gonzalo flieht aus der Wohnung und geht zum Treffpunkt seiner Meute, um den drei Männern zu sagen, dass er aussteige. Die akzeptieren dies nicht, da das Spiel dann für alle vorbei sei. Er willigt ein, weiterzumachen. Javier hat inzwischen das Handy von Celeste geortet. Elisa Murillo fährt dorthin. Celeste hat einen jungen Mann gefunden, den sie mit vorgehaltener Waffe zwingt zu gestehen, dass er und seine Gruppe den Auftrag erhalten haben, Blanca abzuholen, zu tätowieren und abzuliefern. Sie schießt ihn ins Bein, wird aber von einem zweiten Mann niedergeschlagen und in einem Lieferwagen weggebracht. Elisa Murillo folgt ihnen, geleitet von Javier Sandoval, der noch Verbindung zu Celestes Handy hat, stellt den Wagen, erschießt zunächst den Fahrer, dann den fliehenden Beifahrer, den sie in den Rücken schießt, und befreit Celeste. Die beiden fliehen. Bei einem Gespräch mit der Presse Im Eingang des Polizeireviers kann ein junger Mann im Gedränge Kommissarin Fernández eine Haarsträhne abschneiden. Er verletzt sie am Hals, kann aber unerkannt entkommen. |               |                                   |                                                        |                                          |
| 6 | 6             | El juego no ha terminado          | 17. Juni 2021                                          | 1. Juli 2021                             |
| Im Vorspann sieht man Blanca, gefangen auf dem Dachboden eines Privathauses. Ein junger Mann in Apothekerkleidung setzt ihr eine Betäubungsspritze. Später sieht man, wie dieser eine Warnung vom „Wolf“ erhält und seine Apotheke schließt. Auf Drängen von Celeste fährt Elisa Murillo zum Tatort zurück. Sie nehmen den überlebenden, verletzten Täter gefangen und foltern ihn. Er berichtet, dass er und seine Freunde den Lieferwagen mit Blanca nach ihrer Entführung an einen jungen Mann im Apothekerkittel übergaben. Celeste nimmt eine Pistole, die sie im Auto findet, an sich. Elisa Murillo beauftragt Javier Sandoval, ihr Informationen über alle Mitarbeiter der örtlichen Apotheken zu schicken. Im Auto erzählt Elisa Celeste von ihrer Vergangenheit. Sie lebte als Jugendliche auf der Straße und wurde bei einer Party vergewaltigt. Als sie später als Studentin Alejandro Petersen kennenlernte, tötete dieser den Täter. Sie fühlte sich danach wie befreit, zeigte Petersen aber dennoch an, der daraufhin verurteilt wurde. Beim nächtlichen Durchprüfen aller Apotheken fällt Celeste auf, dass eine Apotheke geschlossen ist, obwohl sie Nachtdienst hat. Kommissarin Fernández spricht mit ihrem Sohn, der ihr sagt, dass er sich furchtbar allein fühle. Sie schneidet sich ihre langen Haare kurz. Sie gehen zu Carla Farías, um sich zu entschuldigen. Während sich die Frauen zum Weiterkämpfen entschließen („Entweder wir jagen ihn, oder dieser Scheißkerl macht Jagd auf uns … Er wird nicht aufhören.“) und Carla von ihrem Plan aufzuhören Abstand nimmt, schreibt Gonzalo dem „Wolf“ per Handy, dass er aus dem Spiel aussteigt. Seine Mutter nimmt später zu seinem Schutz sein Handy an sich und fährt, alarmiert von Javier, aufs Revier. Dort sieht sie die Tat Elisas, aufgezeichnet von einer Überwachungskamera. Sie ruft sie an. Trotz aller Bedenken lässt sie sich von Elisa überreden, ihr zu helfen, als diese sagt, sie und Celeste stünden kurz vor dem Auffinden Blancas. Sie geben Elisa Informationen über den Apothekenbesitzer, Óscar Ruiz. Von diesem erfahren Elisa und Celeste die Telefonnummer von dessen Angestellten Emiliano González, der Nachtwache hatte. Auf der Straße wird Gonzalo von einem Motorradfahrer angehalten, der ihm ein Handy aufzwingt. Auf diesem erscheint die Meldung „Aufgeben wird bestraft“ und ein Video, das den Angriff auf seine Mutter beim Pressetermin zeigt. Auf die Nachricht „Die Frauen haben Dich ein Leben lang belogen“ hin erhält er die Adresse eines Restaurants, zu dem er gehen soll. Dort trifft er einen Mann, der ihm, nachdem er seinen Namen sagt, erklärt, er sei sein Vater. Er habe die Familie nicht verlassen, sondern Gonzalos Mutter ihn. Er habe die beiden dann jahrelang gesucht. Er zeigt Gonzalo eine Schussnarbe in der Schulter und sagt ihm, er solle seine Mutter fragen, was es damit auf sich habe. Sie habe ihn ihm weggenommen. Gonzalo ruft seine Mutter an, die mitten in Einsatz gegen Emiliano González ist. Carla und der Psychologe Manuel Montero treffen den völlig verstörten Benjamín im Beisein seiner Eltern. Er berichtet von den Taten, das Gespräch wird aufgezeichnet. Am Anfang ärgerten sie die Mädchen der Schule, die sie wegen ihrer Proteste gegen Mario Ossandón „Femi-Nazis“ nannten. Dann kam das Spiel des „Wolfes“ auf. Zunächst mussten sich die Jungen nächtelang Pornos ansehen, dann ein Opfer markieren. Augusto wählte Blanca, weil sie die Anführerin der Mädchen war und seine Avancen ablehnte. Benjamín wurde von seiner Gruppe zum Verführer bestimmt. Später vergewaltigte die Gruppe sie. Entgegen der Anweisung des „Wolfes“, sie am Vergewaltigungsort zurückzulassen, wollte Benjamín sie später wegholen und sah, wie sie von Männern in einem Lieferwagen weggebracht wurde. Er kann diese nicht beschreiben. Während er sich mit Selbstvorwürfen überhäuft, rennt Manuel weg. Später sagt er, er habe erst einmal zuvor die Fassung verloren. Emiliano González setzt Blanca eine Spitze. Er erhält eine Nachricht „Game over“. Elisa Murillo trifft ein, González schießt auf sie und flieht, wird aber von Celeste gestellt. Mit dem Ruf, der „Wolf“ habe ihm keine Wahl gelassen, reißt er seine Pistole hoch und wird dabei von Celeste erschossen. Das inzwischen eingetroffene Polizeikommando von Kommissarin Fernández befreit Blanca. |               |                                   |                                                        |                                          |
| 7 | 7             | A veces es bueno que arda         | 17. Juni 2021                                          | 8. Juli 2021                             |
| Im Vorspann sieht man, wie Gonzalo von seiner Meute zu einem Ort gefahren wird, wo er einer jungen Frau auf dem Weg zum Tanzkurs das Handy stiehlt. Blanca liegt im Krankenhaus im Koma. Celeste ist bei ihr und sieht dort ihre Eltern zum ersten Mal wieder. Nachdem Blanca aufwacht, kommen ihre Freundinnen zu ihr ins Krankenhaus. Dort treffen sie Manuel Montero, der sich von ihnen verabschiedet, da seine Aufgabe erledigt sei. Die Polizei analysiert den Computer von Emiliano González, auf dem der Emailaustausch mit dem „Wolf“ gespeichert ist. Die Videoüberwachung in der Apotheke zeigt einen verdächtigen Freund von González, den Carla Farías stellen kann, als er wieder zur Apotheke kommt. Gonzalo geht durch Camilas Dateien und schickt, wie von ihm verlangt wurde, erotische Aufnahmen, die sie von sich gemacht hat, an seine Meute. Die verbreitet die Aufnahmen auf Facebook. Olivia Fernández, die zuvor zum Vater Gonzalos gegangen war, um ihm zu sagen, dass er sich von Gonzalo fernhalten solle, erzählt ihrem Sohn von ihrer Beziehung zu seinem Vater. Er sei Alkoholiker gewesen, gewalttätig und manipulativ. Er habe sie immer wieder herabgewürdigt und ihr Selbstbewusstsein zerstört. Sie konnte ihn erst verlassen, als sie nach Gonzalos Geburt wieder arbeiten ging, und er Gonzalo aus Rache dafür ohne Wasser und Essen im Zimmer einsperrte. Sie schoss auf ihn und verließ ihn. Polizeipräfekt Ricardo Jorquera erklärt den Fall für abgeschlossen. Alejandro Petersen kommt zu Elisa Murillo. Es stellt sich heraus, dass er unter Hausarrest stand und eine Fußfessel, die er entfernte, hatte. Er hustet viel, anscheinend schwer krank. Elisa hatte bei Emiliano González ein Buch von ihm mit dem Titel „Die Wurzel des Bösen – Monster erschaffen“ gefunden und fragt Petersen nun, ob er González Befehle erteilt habe, was dieser verneint; er sei nicht der „Wolf“. Da erhält Elisa einen Anruf Jorqueras, der ihr mitteilt, dass sie wegen der Erschießungen bei der Befreiung Celestes suspendiert sei und Ermittlungen gegen sie eingeleitet würden. Die Kommissarinnen diskutieren, ob sie bei der Pressekonferenz, wie von Jorquera gewünscht, den Fall für abgeschlossen erklären sollen, oder ob sie darauf hinweisen müssen, dass es die Meuten des „Wolfes“ gebe und die Gefahr für Frauen noch nicht beseitigt sei, was zu großen Unruhen führen könne. Olivia Fernández gibt die Existenz der Meuten bekannt. Leidenschaftlich sagt sie: „Wenn die eine Meute sind, dann sind wir es auch“. Jorquera entlässt Olivia Fernández nach der Pressekonferenz. Carla Farías und Elisa Murillo kündigen, und auch Javier Sandoval will die Polizei verlassen, aber Olivia Fernández hindert ihn daran. Sie küssen sich. Währenddessen erhält Augusto Iturra eine Nachricht, dass sein Freund Benjamín Lira aussagen werde und er sich seiner annehmen solle. Der Mann Carla Farías kommt mit ihren Kindern zurück. Sie sind stolz auf sie. Man sieht, wie Camila in der Schule gemobbt wird. Zuhause steigt sie in das Auto ihrer Eltern und fährt los. Olivia Fernández fährt ihren Sohn aus der Stadt zu ihrer Großmutter. Er ruft vorher noch Camila an, weil er ihr etwas erklären müsse. Bei einer Tankstelle hört er in den Nachrichten, dass Camila, die noch keinen Führerschein besaß, bei einem Verkehrsunfall gestorben ist. Gonzalo bricht zusammen. Blanca stimmt zu, dass Benjamín sie besuchen kann, um ihr zu sagen, wie sehr er alles bedaure. Er geht mit Manuel Montero zum Krankenhaus, um Blanca zu besuchen. Später trifft er Augusto Iturra und Eduardo Valenzuela, die ihn mit Steinen erschlagen. |               |                                   |                                                        |                                          |
| 8 | 8             | Nunca dije su nombre              | 17. Juni 2021                                          | 8. Juli 2021                             |
| Im Vorspann sieht man, dass die Leiche Benjamíns gefunden worden ist. Am Fundort treffen seine Eltern und Elisa Murillo ein. Francisca Izquierdo, die Mutter Augustos findet heraus, dass ihr Sohn und sein Freund die Mörder Benjamíns sind. Sie interessiert nur, die Beweise verschwinden zu lassen und die beiden Männer außer Landes zu bringen. Derweil sind Olivia und Gonzalo bei Olivias Mutter Mercedes am Meer, wo Olivia von Javier vom Tod Benjamíns informiert wird. Sie kehrt nach Santiago zurück, ohne dass ihr Sohn ihr gesagt hat, dass er am Spiel des „Wolfes“ wieder teilgenommen hat. Jorquera lässt die drei Polizistinnen wieder an dem Fall arbeiten. Carla Farías leidet dabei darunter, dass ihr Mann Carlo ein Video, das sie beim Sex mit Manuel Montero zeigt, erhalten hat und verbittert ist. „Z“ sucht Celeste im Krankenhaus auf und informiert sie davon, dass der „Wolf“ seine Meuten zum „Abschlussspiel“ aktiviere. Sie lädt sie zur Teilnahme an der Widerstandsbewegung ein und gibt ihr eine Wolfsmaske. Manuel Montero kommt zur Polizei und teilt Olivia Fernández mit, dass er beim Krankenhaus Augustos Wagen gesehen habe. Er sagt ihr auch, Augusto und seine Freunde seien nicht normal, sondern rachsüchtig und gewalttätig, sie könnten zu Monstern werden. Und Eltern würden nie etwas dagegen tun. Auch sie, Olivia, nicht, wenn ihr jemand sagen würde, dass ihr Sohn Gonzalo einer von ihnen wäre. Manuel Montero trifft dann auf dem Flur Carla Farías und bittet sie, ihn zum Flughafen zu bringen; er habe Angst, unterwegs angegriffen zu werden. Olivia Fernández und Elisa Murillo verhören derweil die zunächst arrogant auftretenden Francisca Izquierdo und General i. R. Claudio Valenzuela. Die Telefonate, mit denen letzterer das Fluchtautor organisiert hat, sind abgehört worden. Elisa Murillo bietet Valenzuela einen Deal an. Sie sei nur am „Wolf“ interessiert. Wenn er seinen Sohn ausliefere, rette sie seine Ehre. Valenzuela nennt ihr den Flughafen von Colina, von wo die jungen Männer abfliegen sollen. Sie kann diese dort stellen. Olivia Fernández gehen beim Verhör die Worte Manuel Monteros durch den Kopf („Kinder sind die Eingangstür zu unserem Schmerz. Sie sind die Schwäche der Eltern.“). Ihr schießt durch den Kopf, dass sie Montero gegenüber nie den Namen ihres Sohnes erwähnt habe, er ihn aber ausgesprochen hat. Ihre Intuition schlägt Alarm. Sie erfährt von Elisa Murillo, dass Carla Farías Manuel Montero zum Flughafen bringe. Sie ruft sie an, um sie zu warnen. Carla ist inzwischen mit Manuel in dessen Wohnung angekommen, wo er packen will. Als sie das Telefonat annimmt, schlägt er sie nieder. Er hört über das Telefon, wie Olivia zu Javier ruft, Manuel sei der „Wolf“. Er schickte einige Männer zu Carlas Haus, ehe er mit ihr in ein verlassenes Tal fährt. Obwohl gefesselt, greift sie ihn dort an. Er stoppt sie, indem er ihr auf seinem Handy ihre Töchter zeigt. Er zwingt sie dann, ihn zur Grenze zu fahren, ansonsten werden seine Männer ihre Töchter vergewaltigen und töten. Javier sieht Carla und ihn auf einer Überwachungskamera einer Raststätte, und alarmiert Elisa. Sie fährt den beiden hinterher. Manuel wirft Carla kurz vor der Grenze aus dem Auto und schießt ihr ins Bein. Sie wird von Elisa gefunden. Sie verfolgen Manuel und stoppen ihn. Elisa erschießt ihn. Olivia fährt unterdessen zu Carlas Haus, in das sich gerade maskierte Männer schleichen. Olivia nimmt den Kampf mit ihnen auf und kann den Angriff stoppen. Der Film endet mit einer Sequenz, in der Francisca Izquierdo ihrem Sohn zwei Männer vorstellt, die ihm helfen werden; er grinst vor Freude. |               |                                   |                                                        |                                          |

### Staffel 2
Die Staffel wurde am 22. April 2022 in Chile und anderen lateinamerikanischen Ländern auf Amazon Prime Video erstveröffentlicht.
| Nr. (gesamt) | Nr. (Staffel) | Spanischer Originaltitel | Deutschsprachige Erstveröffentlichung (Arte-Mediathek) | Deutschsprachige Erstausstrahlung (Arte) |
| ------------ | ------------- | ------------------------ | ------------------------------------------------------ | ---------------------------------------- |
| 9            | 1             | El Oasis                 | 18. Mai 2023                                           | 25. Mai 2023                             |
| 10           | 2             | Love Bombs               | 18. Mai 2023                                           | 25. Mai 2023                             |
| 11           | 3             | El Alquimista            | 18. Mai 2023                                           | 25. Mai 2023                             |
| 12           | 4             | Bienvenido al Club       | 18. Mai 2023                                           | 25. Mai 2023                             |
| 13           | 5             | La libélula              | 25. Mai 2023                                           | 1. Juni 2023                             |
| 14           | 6             | La cacería               | 25. Mai 2023                                           | 1. Juni 2023                             |
| 15           | 7             | Mala madre               | 25. Mai 2023                                           | 1. Juni 2023                             |
| 16           | 8             | Ojo por ojo              | 25. Mai 2023                                           | 1. Juni 2023                             |

## Kritik

### Staffel 1
Die taz hebt in ihrer Kritik hervor, dass die Serie „Spannung bis zur letzten Minute“ biete und vom Unterhaltungsmagazin Variety zu einer der besten Serien 2020 gekürt worden sei. Außerdem wird betont, dass die Serie mit ihren Themen Incel Culture und Misogynie von großer Aktualität sei. Oliver Armknecht schreibt in einer Kritik auf dem Portal film-rezensionen zwar ebenfalls von einer spannenden Serie – die manchmal regelrecht erschreckend sei –, kritisiert aber inhaltliche Schwächen und eine etwas vorhersehbare Auflösung; positiv sei, dass die Serie auf einseitige Heldinnen verzichte, sondern ihnen auch weniger vorbildliche Eigenschaften zugestehe.
Das Lexikon des Internationalen Films vergab der Serie nach der ersten Staffel vier von fünf möglichen Sternen und beurteilte sie als „Weitgehend spannender, wenn auch streckenweise sehr auf grelle Kontraste und überraschende Wendungen konzipierter Versuch, Sexismus als bedrohliches gesamtgesellschaftliches Verschwörungsszenario zu zeichnen.“

## Auszeichnungen
Seriencamp
- 2020: Auszeichnung in der Kategorie „Official Competition Award“